# Georges-Eugène Haussmann

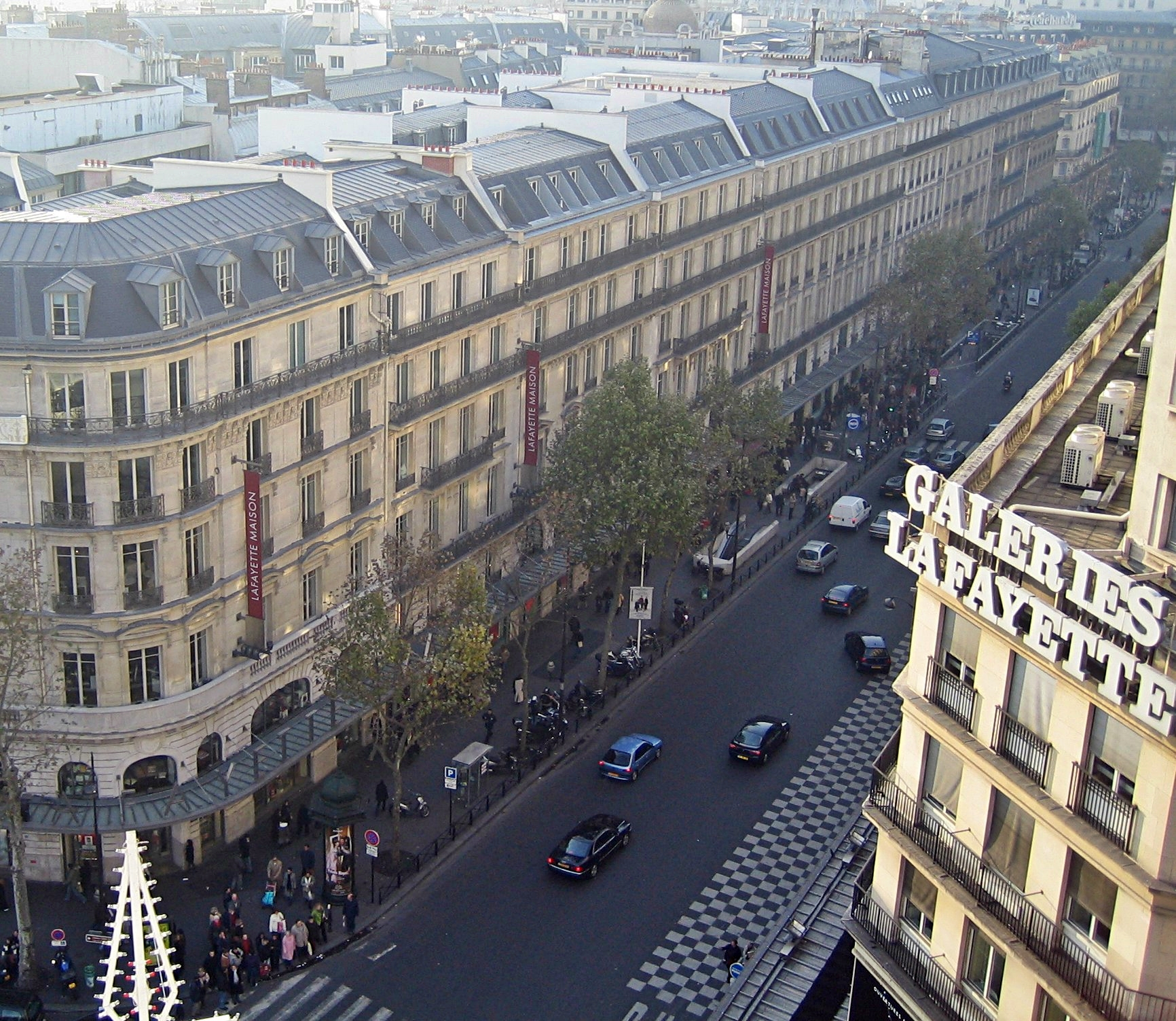
O Boulevard Haussmann, em Paris.

Georges-Eugène Haussmann GCNSC (Paris, 27 de Março de 1809 – Paris, 11 de Janeiro de 1891), largamente conhecido apenas como Barão Haussmann — o "artista demolidor" —, foi prefeito do antigo departamento do Sena (que incluía os atuais departamentos de Paris, Hauts-de-Seine, Seine-Saint-Denis e Val-de-Marne), entre 1853 e 1870. Durante aquele período foi responsável pela reforma urbana de Paris, determinada por Napoleão III, e tornou-se muito conhecido na história do urbanismo e das cidades.

## Biografia
Georges-Eugène Haussmann foi um advogado, funcionário público, político e administrador francês. Nomeado prefeito de Paris por Napoleão III, tinha do título de Barão e foi o grande remodelador de Paris, cuidando do planejamento da cidade, durante 17 anos, com a colaboração de arquitetos e engenheiros renomados de Paris na época. Haussmann planejou uma nova cidade, modificando parques parisienses e criando outros, construindo vários edifícios públicos, como a L’Opéra. Melhorou também o sistema de distribuição de água e criou a grande rede de esgotos, quando em 1861 iniciou a instalação dos esgotos entre La Villette e Les Halles, supervisionada pelo engenheiro Belgrand.
Napoleão III declarou o 2º Império em 1851, proclamando-se Imperador depois da Revolução de 1848. Era sobrinho de Napoleão Bonaparte. A partir de Napoleão III, Paris se transformou radicalmente, tornando-se a cidade mais imponente da Europa durante seu governo, tudo isso a duras penas. O Barão de Haussmann foi encarregado pelo novo imperador de modernizar a cidade. Para isto, o Barão demoliu as antigas ruas, pequenos comércios e moradias da cidade e criou uma capital ordenada sobre a geometria de grandes avenidas e bulevares, uma nova disposição que também iria colaborar com o fim dos levantes populares, as barricadas de Paris. Auteil, distrito vizinho anexado, passou a ser subúrbio como outros.
O plano criado para o centro da cidade, previa a reformulação da área em um dos extremos dos Champs-Elysées (Campos Elíseos). Haussmann criou uma estrela de 12 avenidas amplas em volta do Arco do Triunfo, onde grandes mansões foram erguidas entre 1860 e 1868 sobre os escombros da antiga cidade.
Além da Place de l'Opéra, foi projetada também pelo Barão a Place de l’Étoile, um dos cruzamentos mais complicados de Paris. L’Opéra de Paris foi projetado por Charles Garnier a pedido do imperador Napoleão III e levou treze anos para ser concluído, de 1862 a 1875. O prédio é suntuoso e singular, uma mistura de materiais como pedra, bronze, mármore e outros, bem como de estilos que vão do clássico ao barroco, tido como o "estilo do 2º Império".
Haussmann foi sub-prefeito em Nérac em 1830, prefeito do Sena de 1853 a 1870, senador em 1870, deputado em 1877. As despesas decorrentes de todas as suas obras provocaram protestos e levaram à sua demissão em 1870.

## Embelezamento estratégico e político de Paris
Na Paris do século XIX, posteriormente à revolução burguesa, ocorreu o que a história nomeou “haussmannização”, o projeto de modernização e embelezamento estratégico da cidade realizado pelo Barão de Haussmann, seu “artista demolidor”, que pretendia, além de tornar a cidade mais bela e imponente, cessar com as barricadas, insurreições e combates populares muito recorrentes na época. Além disso expulsaria seus antigos moradores centrais da classe trabalhadora para a periferia, a partir da demolição das ruas e construções antigas para uma nova organização geométrica de casas e comércios idênticos.
As barricadas, após a remodelação de Paris, iriam cessar devido à geometria das ruas, antes sinuosas e estreitas que possibilitavam a luta frente a frente entre civis e militares, e depois largas e retas, possibilitando então o uso de canhões, que massacrariam as revoltas populares, então objetivo do Império.
Dessa forma se ergue uma elegante e homogeneizadora Paris sobre os escombros da antiga, futuramente apagando-a da memória histórica junto das correntes guerras civis e influenciando a modernização de outras tantas metrópoles desde o século XIX e estendendo-se até hoje.